# Irineu Riet Correa
Irineu Riet Correa Amaral (* 8. Februar 1945 in Castillos, Rocha) ist ein uruguayischer Politiker.
Der der Partido Nacional angehörige Irineu Riet Correa, von Beruf Tierarzt, studierte ab 1963 an der tiermedizinischen Fakultät der Universidad de la República in Montevideo und schloss sein Studium mit dem Erwerb des tiermedizinischen Doktorgrades ab. 1974 zog er nach Brasilien, wo er sich im Bundesland Rio Grande do Sul niederließ. Seine ersten politischen Aktivitäten mit Exil-Uruguayern hatten hier ihren Ursprung.
1989 kehrte er nach Uruguay zurück. Hier kandidierte er für die Bewegung Por la Patria im Departamento Rocha für das Amt des Intendente des Departamentos, gewann die Wahl und übte es fortan bis zum 25. August 1994 aus. Im Mai 2000 stellte er sich erneut erfolgreich zur Wahl zum Intendente dieses Departamentos und hatte das Amt anschließend bis zum 7. Februar 2005 inne.